# ما ازدواج کردیم
ما ازدواج کردیم (انگلیسی: We Got Married; کره‌ای: 우리 결혼했어요) یک برنامه تلویزیونی واقع‌نمای کره جنوبی بود که از سال ۲۰۰۸ تا ۲۰۱۷ در ام‌بی‌سی پخش شد. در این برنامه سلبریتی‌ها با هم زوج می‌شدند و در طول برنامه مانند یک زوج با یکدیگر برخورد می‌کردند و باید چالش‌های مختلفی را انجام می‌دادند. این برنامه برای چهار فصل پخش شد و چندین اسپین‌آف نیز داشت از جمله یک اسپین‌آف «نسخه جهانی» که با حضور سلبریتی‌های غیر کره‌ای بود.